# Unknown

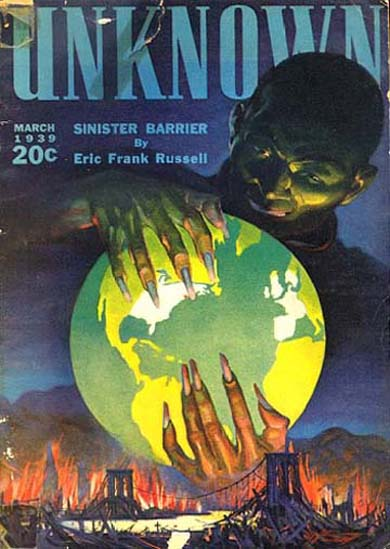
Första upplagan av Unknown.

Unknown var en fantasy-tidskrift utgiven av John W. Campbell i början av 1940-talet. I den publicerades flera kända science fiction-författare som Theodore Sturgeon och många fler. Inriktningen var inte på så kallad heroisk fantasy utan på en mer vardagsrinriktad fantasy, där det fantastiska visar på främmande dimensioner i realistiska stadsmiljöer. Tidskriften var av Campbell tänkt som ett komplement till Astounding Stories med dess utpräglade inriktning på renodlad science fiction men levde bara ett par år.